# Recilia beieri
Recilia beieri là loài côn trùng thuộc họ Cicadellidae, bộ Cánh nửa. Loài này được Dlabola miên tả năm 1964.